# Le Luot
Le Luot är en kommun i departementet Manche i regionen Normandie i norra Frankrike. Kommunen ligger i kantonen La Haye-Pesnel som tillhör arrondissementet Avranches. År 2022 hade Le Luot 285 invånare.

## Befolkningsutveckling
Antalet invånare i kommunen Le Luot
| Referens: INSEE |